# Campeonato de Argelia de Ciclismo Contrarreloj
Los Campeonatos de Argelia de Ciclismo Contrarreloj se organizan anual e ininterrumpidamente para determinar el campeón ciclista de Argelia de cada año, en la modalidad.
El título se otorga al vencedor de una única carrera, en la modalidad de Contrarreloj individual. El vencedor obtiene el derecho a portar un maillot con los colores de la Bandera de Argelia hasta el campeonato del año siguiente, solamente cuando disputa pruebas contrarreloj.
El corredor más laureado es Azzeddine Lagab, con siete victorias.

## Palmarés
| Año  | Ganador               | Segundo            | Tercero               |
| 1999 | Abdelkadar Rahmani    | Khelil Hadad       | Zineddine Merabent    |
| 2000 | Omar Slimane Zeitoune | Hichem Menad       | Fares Allik           |
| 2001 | Omar Slimane Zeitoune | Zineddine Merabent | Brahim El Ouaret      |
| 2005 | Brahim El Ouaret      | Zineddine Merabent | Aziz Boukhari         |
| 2007 | Redouane Chabaane     | Azzedine Lagab     | Okkacha Bouanani      |
| 2008 | Azzeddine Lagab       | Abdelmalek Madani  | Khalil Tamarent       |
| 2009 | Abdelmalek Madani     | Azzedine Lagab     | Redouane Chabaane     |
| 2010 | Abdelmalek Madani     | Mourad Faid        | Hichem Chaabane       |
| 2011 | Azzeddine Lagab       | Khalil Tamarent    | Fayçal Hamza          |
| 2012 | Azzeddine Lagab       | Hichem Chaabane    | Redouane Chabaane     |
| 2013 | Adil Barbari          | Hichem Chaabane    | Azzeddine Lagab       |
| 2014 | Azzeddine Lagab       | Abdelmalek Madani  | Hichem Chabane        |
| 2015 | Abdelkader Belmokhtar | Adil Barbari       | Nassim Saidi          |
| 2016 | Azzeddine Lagab       | Adil Barbari       | Abderrahmane Mansouri |
| 2017 | Azzeddine Lagab       | Youcef Reguigui    | Mohamed Bouzidi       |
| 2018 | Azzeddine Lagab       | Hamza Mansouri     | Oussama Mansouri      |
| 2019 | Youcef Reguigui       | Azzedine Lagab     | Abderrahmane Mansouri |
| 2020 | No se celebró         | No se celebró      | No se celebró         |
| 2021 | Azzeddine Lagab       | Hamza Mansouri     | Nassim Saidi          |
| 2022 | Azzeddine Lagab       | Hamza Amari        | Hamza Mansouri        |
| 2023 | Youcef Reguigui       | Mohamed Nehari     | Oussama Chablaoui     |
| 2024 | Azzedine Lagab        | Hamza Mansouri     | Ayoub Sahiri          |
| 2025 | Azzedine Lagab        | Islam Mansouri     | Hamza Mansouri        |